# Локалитет Кулиште
Локалитет Кулиште се налази у Плужини, насељеном месту на територији општине Сврљиг, на мањем узвишењу, јужно од села.
Локалитет је и црквиште – заветно место, обрасло густим растињем и грабом, где остаци зидова нису видљиви. На самом локалитету могу се наћи мањи остаци античке, па и средњевековне керамике. Локалитет је, по свему судећи, квадратне основе и вероватно се ради о остацима мањег утврђења – римске или средњевековне постаје – карауле која је штитила пут.
Бројнији остаци керамике налазе се у њивама око Кулишта. Недовољна сагледљивост остатака Kулишта, због густог растиња, недозвољава закључке о каквом је објекту реч: античком или средњовековном утврђењу.